# Uchyłek Meckela
Uchyłek Meckela, uchyłek jelita krętego (łac. diverticulum Meckeli, diverticulum ilei, ang. Meckel's diverticulum) – wrodzony uchyłek prawdziwy jelita krętego, pozostałość przewodu żółtkowo-jelitowego.

## Budowa i lokalizacja
Uchyłek Meckela jest uchyłkiem prawdziwym, czyli tworzą go wszystkie warstwy ściany jelita. Jest to pozostałość przewodu żółtkowego, który jest strukturą płodową. Uchyłek cechuje się różną długością, zwykle 0,5–13 cm, choć rzadko może osiągać nawet 50 cm. Występuje w końcowym odcinku jelita krętego w odległości około 30–100 cm od ujścia jelita krętego do jelita ślepego w miejscu zastawki krętniczo-kątniczej. Uchyłek zwykle jest wyścielony błoną śluzową jelita cienkiego, jednak  może zawierać ektopową błonę śluzową żołądka, dwunastnicy, jelita grubego lub zawierać utkanie trzustki.

## Epidemiologia
W literaturze często podaje się 2% częstość występowania w populacji ogólnej, jednak przegląd 244 prac wskazuje na występowanie uchyłka Meckela u 1,4% populacji. Uchyłek trzykrotnie częściej występuje u mężczyzn (w różnych pracach stwierdzano wartości 1,5–4:1).

## Objawy

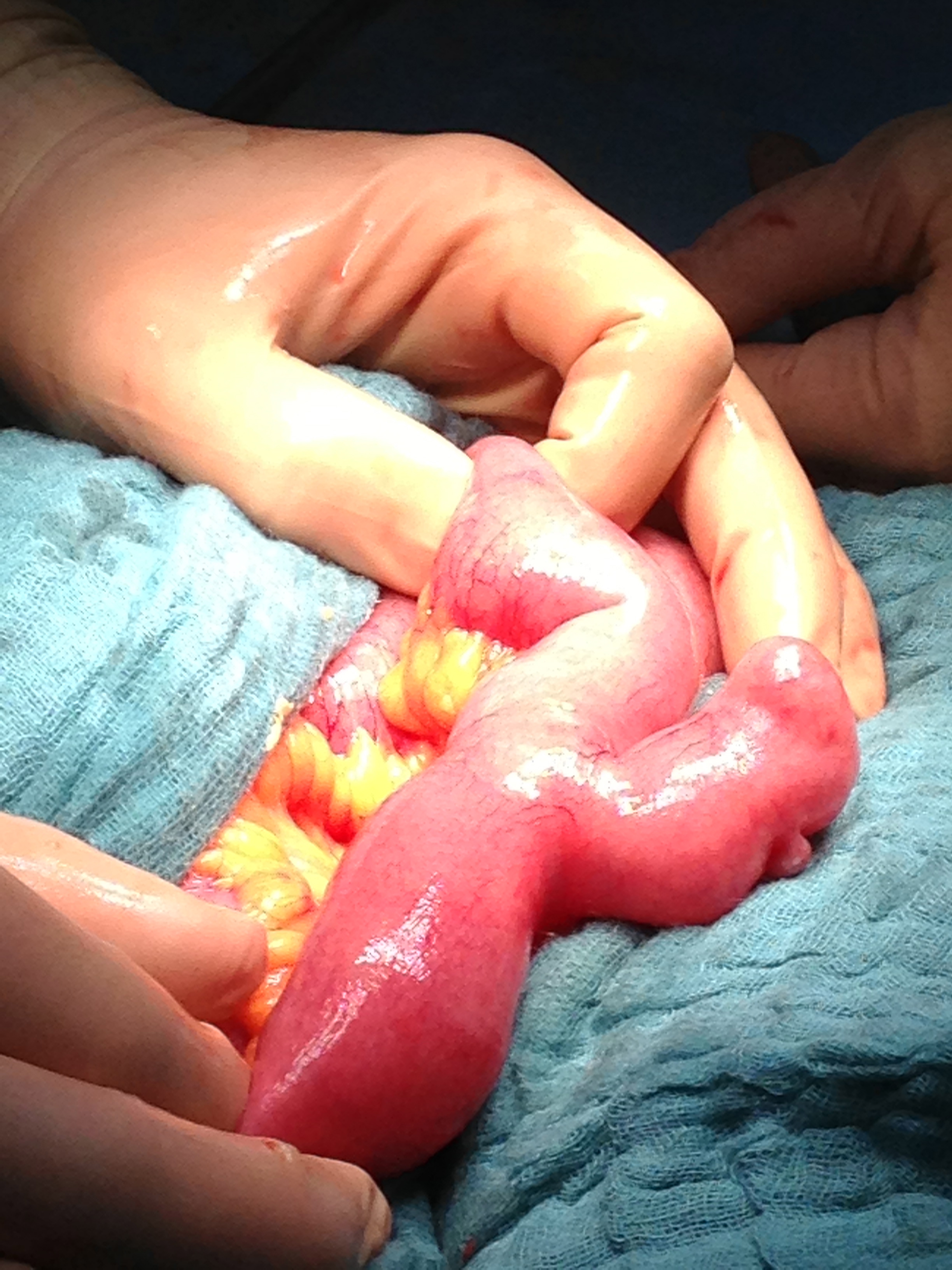
Uchyłek Meckela, obraz śródoperacyjny

W 60–85% przypadków uchyłek Meckela nie daje jakichkolwiek objawów i jest przypadkowo stwierdzany podczas laparotomii, badań obrazowych lub sekcyjnie.
Zapalenie uchyłka Meckela
Stanowi około 10–20% wszystkich powikłań związanych z uchyłkiem Meckela. Klinicznie naśladuje zapalenie wyrostka robaczkowego, jednak ból nie przemieszcza się do prawego dołu biodrowego.
Niedrożność jelit
Jest to stosunkowo częste powikłanie. Niedrożność jelita jest spowodowana kilkoma przyczynami. Uchyłek może stanowić czoło wgłobienia jelita i doprowadzić do niedrożności jelita. Przyczyną niedrożności może być również skręt jelita wokół przymocowanego do ściany jamy brzusznej uchyłka Meckela. Uchyłek może uwięznąć w przepuklinie pachwinowej (przepuklina Littrégo) lub przepuklinie wewnętrznej.
Owrzodzenie i krwawienie z przewodu pokarmowego
Krwawienie z przewodu pokarmowego z uchyłka Meckela stanowi około 50% wszystkich powikłań ze strony tego uchyłka. Często jest związane z występowaniem ektopowej błony śluzowej żołądka, która produkując kwas solny uszkadza śluzówkę uchyłka lub jelita i jest przyczyną owrzodzenia.

## Rozpoznanie

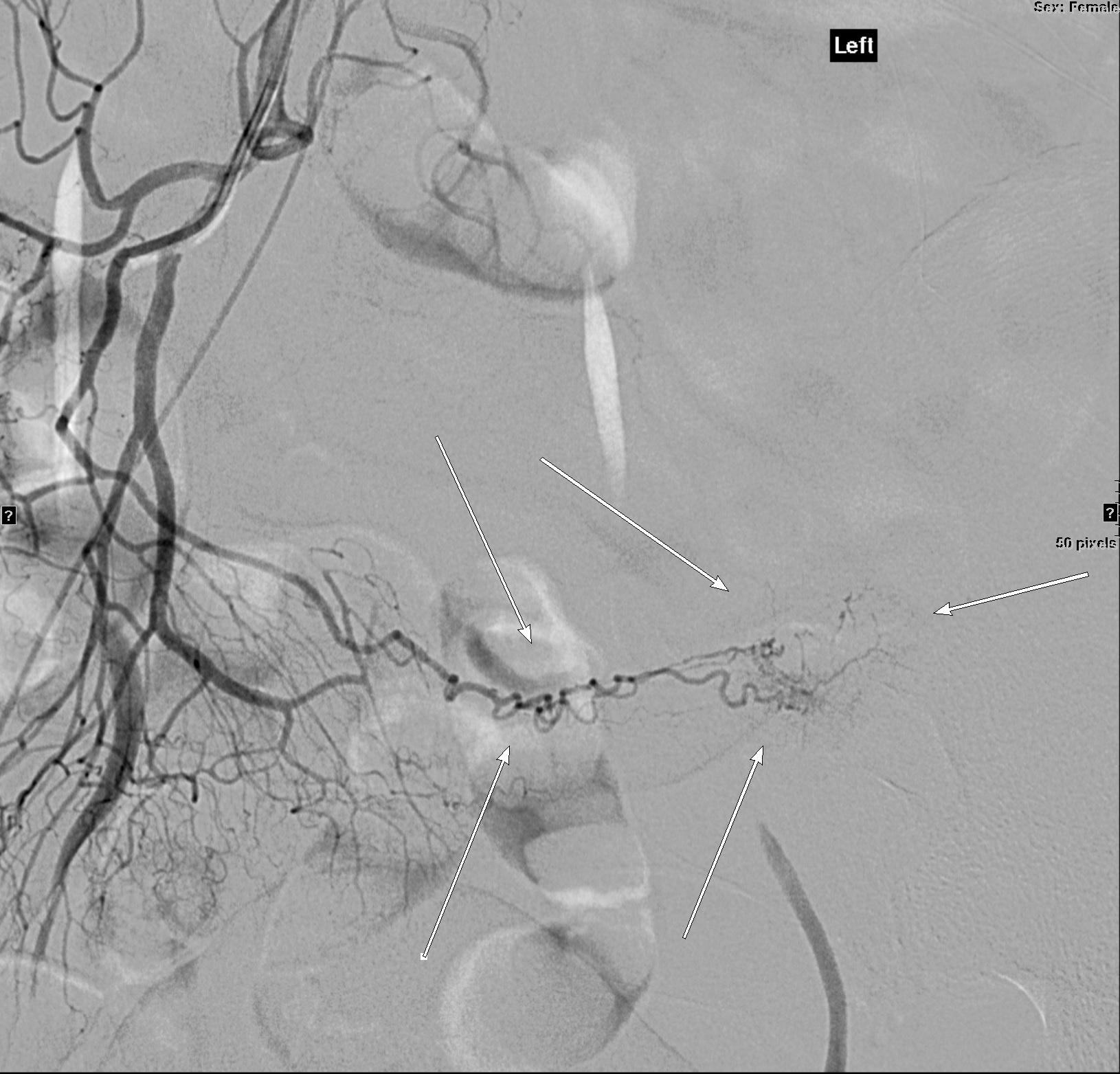
Angiografia uchyłka Meckela, w którym wystąpiło krwawienie.

Rozpoznanie uchyłka Meckela jest trudne, ponieważ nie daje charakterystycznych objawów i naśladuje znacznie częstsze choroby, szczególnie chorobę wrzodową, zapalenie wyrostka robaczkowego, nieżyt żołądkowo-jelitowy, kolkę żółciową i zapalenie uchyłków. Rozpoznanie jest rzadko stawiane przed zabiegiem chirurgicznym i rozpoznanie uchyłka Meckela zwykle ustala się śródoperacyjnie. Badania obrazowe mogą pomóc odróżnić uchyłek od innych struktur, jednak stosunkowo często obraz jest interpretowany jako jelito lub wyrostek robaczkowy. Scyntygrafia za pomocą 99mTc może być przydatna w wykrywaniu uchyłka Meckela z ektopową błoną śluzową żołądka.

## Leczenie
Objawowe uchyłki i powikłania są leczone operacyjnie za pomocą prostej diwertikulotomii lub odcinkowej resekcji jelita. Wykonywane są operacje laparoskopowe. Usuwanie bezobjawowych uchyłków Meckela jest kontrowersyjne. Większość autorów zaleca usunięcie uchyłka, ponieważ ryzyko powikłań w ciągu życia jest znacząco wyższe niż ryzyko operacyjne, a część nie zaleca operacji u osób bezobjawowych.

## Historia
Pierwszy przypadek uchyłku opisał Lavater w 1699, ale nazwa, która się przyjęła, pochodzi od innego anatoma, Johanna Friedricha Meckela młodszego (1781–1833). 

## Klasyfikacja ICD10
| kod ICD10     | nazwa choroby                      |
| ------------- | ---------------------------------- |
| ICD-10: Q43   | Inne wrodzone wady rozwojowe jelit |
| ICD-10: Q43.0 | Uchyłek Meckela                    |